# Isonema buchholzii
Isonema buchholzii är en oleanderväxtart som beskrevs av Adolf Engler. Isonema buchholzii ingår i släktet Isonema och familjen oleanderväxter. Inga underarter finns listade i Catalogue of Life.